# Ипликатор Кузнецова

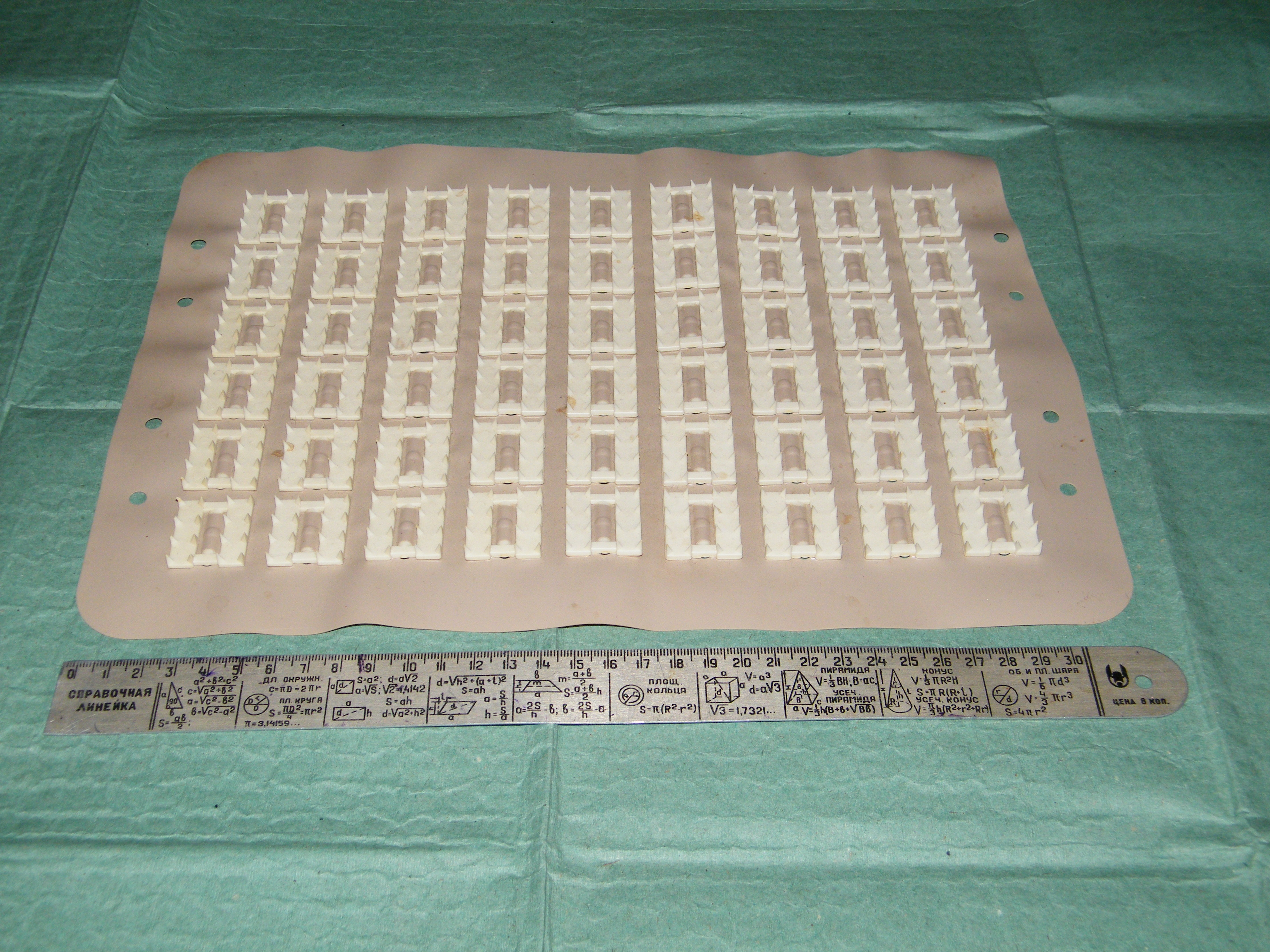
Ипликатор Кузнецова

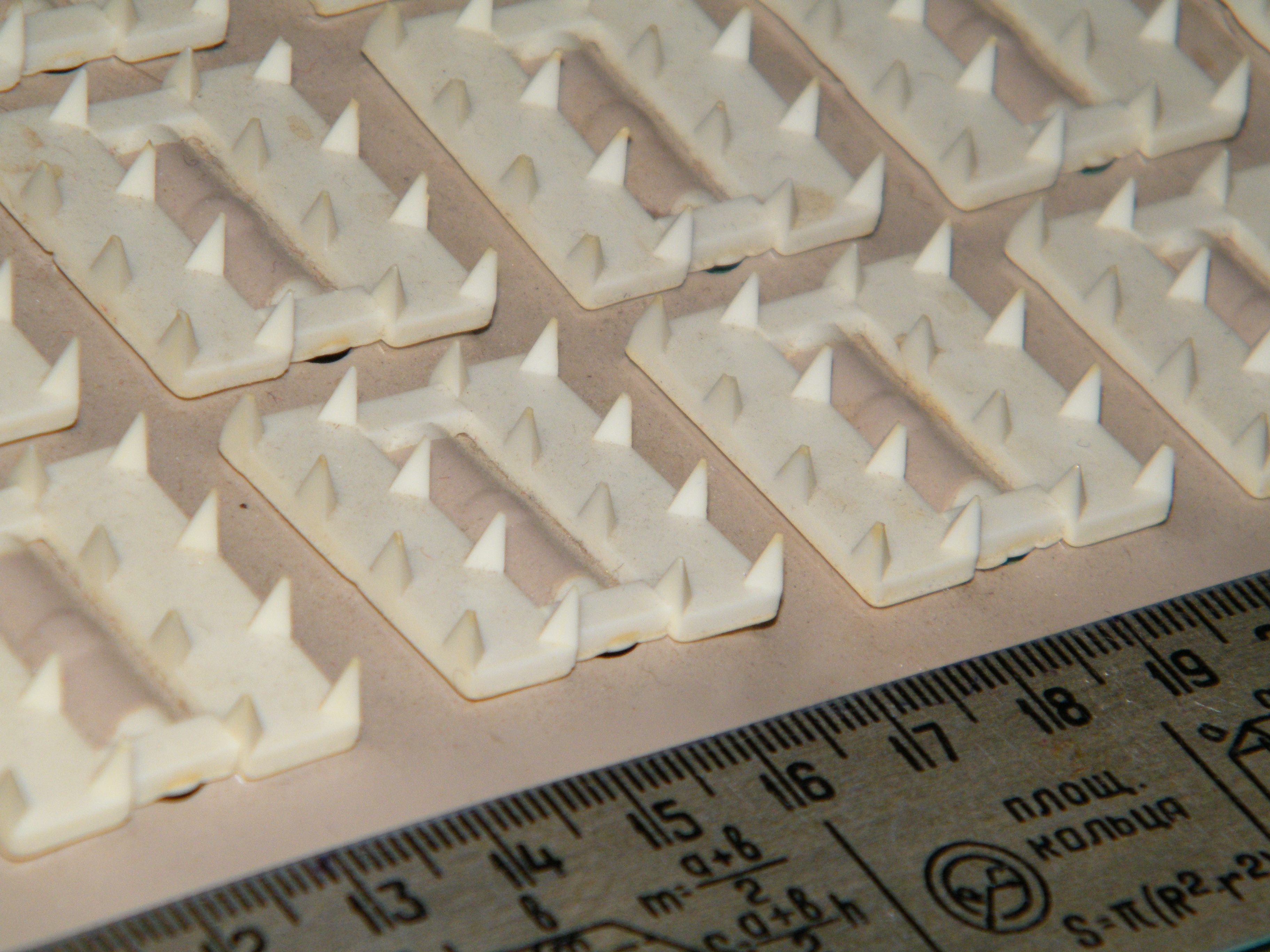
Сегмент крупным планом

Иплика́тор Кузнецо́ва (иглоапплика́тор, апплика́тор Кузнецо́ва, йо́га-мат) — средство рефлексотерапевтического воздействия на организм человека, создан И. И. Кузнецовым, относится к альтернативной медицине.
Ипликатор Кузнецова представляет собой гибкую пластмассовую пластину или эластичный ремень с множеством шипов, с нажимом накладываемые на какой-либо участок тела с оздоровительной целью.
Клинические испытания, проведённые по стандартам доказательной медицины, не выявили какой-либо эффективности рефлексотерапии.

## Применение
Ипликатор И. И. Кузнецова применяется в скальптерапии для лечения заболеваний нервной системы: при невралгиях, корешковых и мышечной боли, периферических сосудистых расстройствах, головной боли.
Также применяется при лунатизме (кладётся под ноги возле кровати) с целью выведения из состояния сна.

## Критика

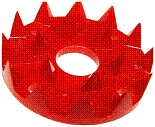
Шайба с иглами от ипликатора

На Западе[уточнить] в клинических испытаниях последнего времени эффективность рефлексотерапии не подтверждена ни в одной области медицины. Особенное беспокойство учёных вызывают случаи, общие для псевдонаучных способов лечения, когда пациенты целиком доверяются этим способам и либо опаздывают с медицинским лечением, либо вовсе от него отказываются, что связано с серьёзным риском для здоровья.